# Pierre Olofsson

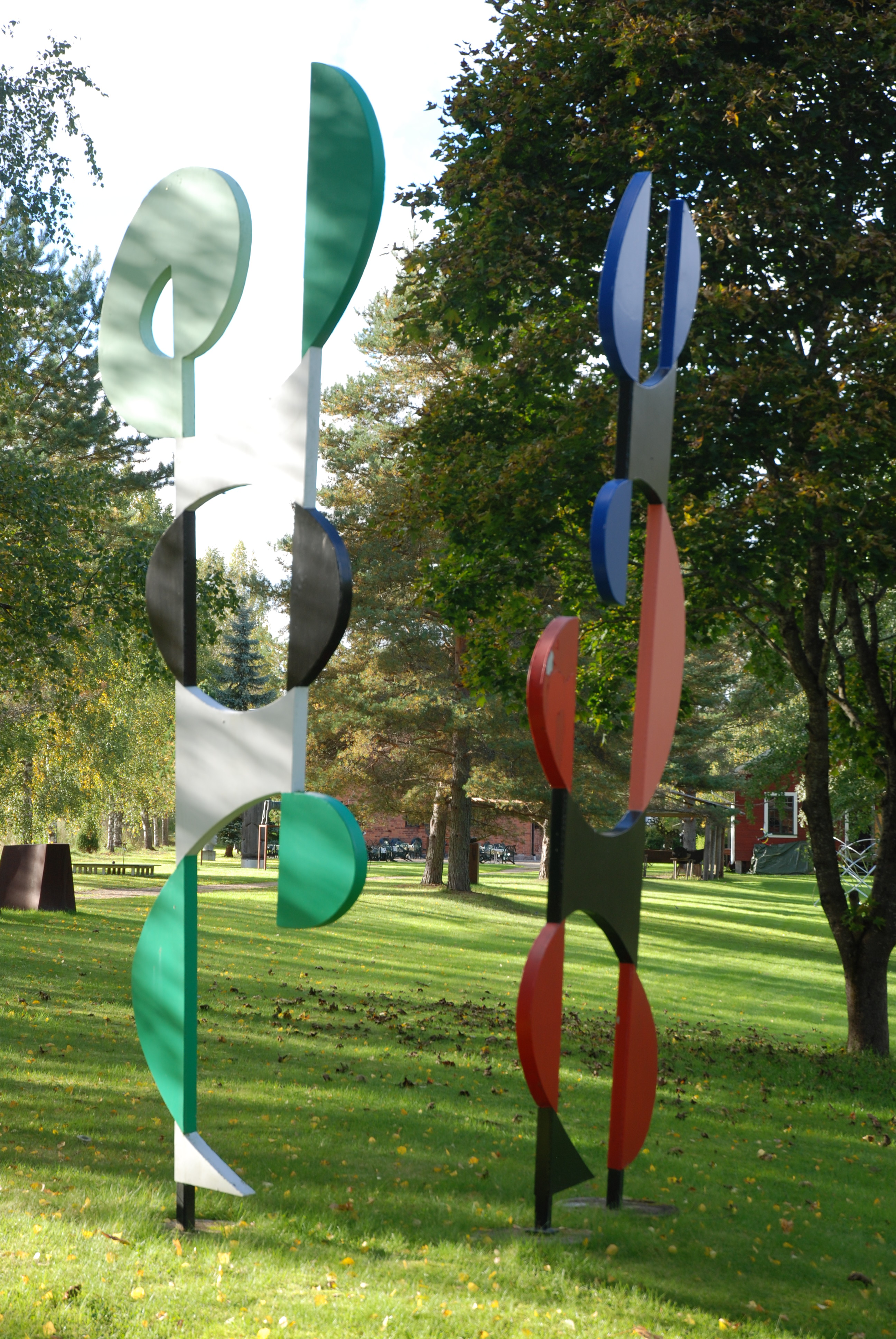
Dud, stål, Galleri Astley, Uttersberg

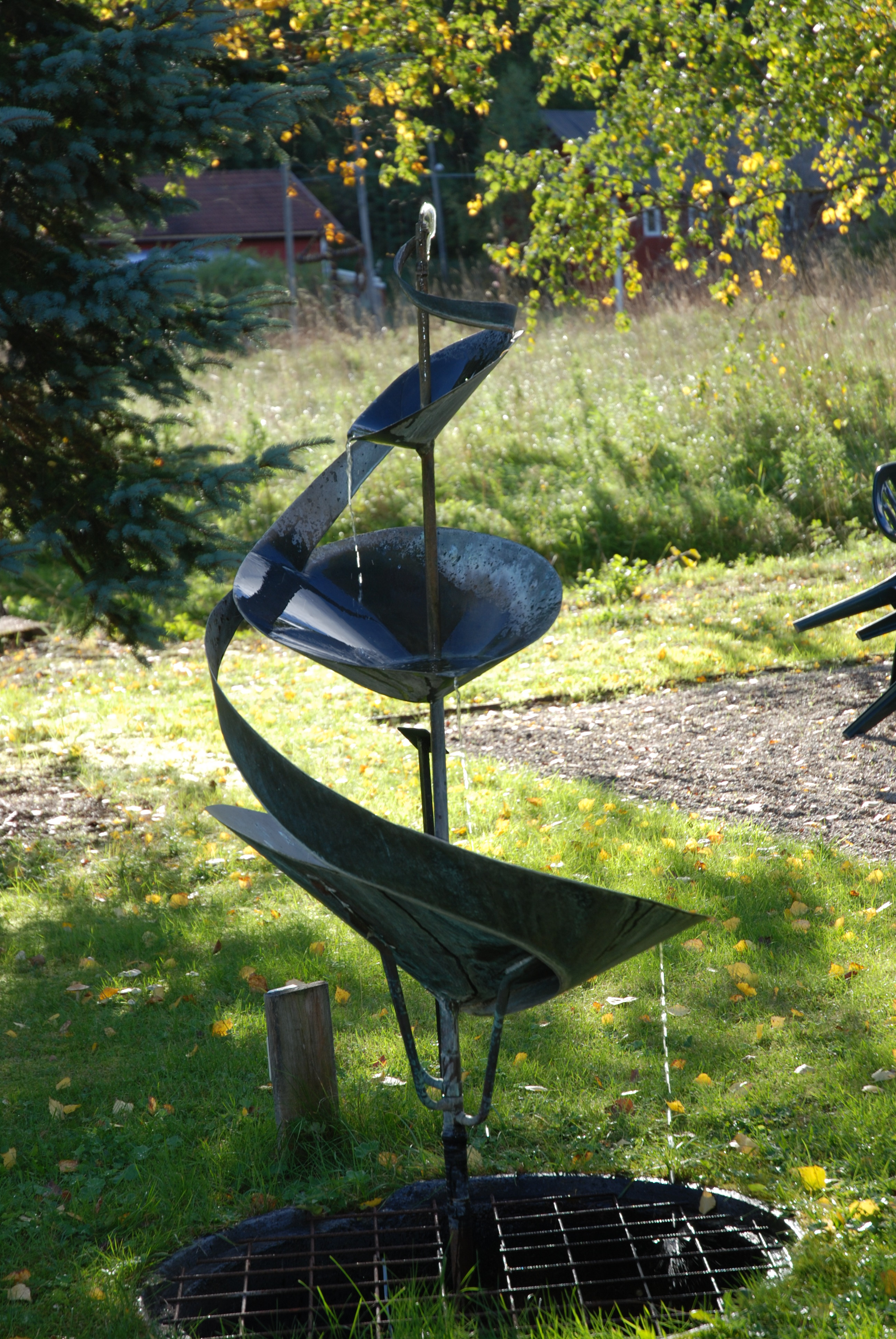
Vattenskvittra, Gallei Astley, Uttersberg

Pierre Sager Olofsson, född 4 februari 1921 i Paris, död 17 mars 1996 i Domkyrkoförsamlingen i Stockholm, var en svensk målare, grafiker och skulptör.

## Biografi
Olofsson var elev till Otte Sköld innan han 1938–1943 studerade vid Konstakademien. Han tillhörde konkretisterna. Från ett lekfullt, kubiserande måleri nådde han vid slutet av 1940-talet fram till en nonfigurativ konst som han sedan i stort sett förblev trogen. Rundlar skär över varandra och rör sig i en evighetsrytm. 
Olofsson var medlem i gruppen 1947 års män. Han har bland annat gjort utsmyckningar för LKAB i Kiruna, Pharmacia i Uppsala, Sundsvallsbankens huvudkontor i Stockholm, Fortifikationsförvaltningen i Stockholm, Umeå universitet, Sundsvalls sporthall och tunnelbanestationen Danderyds sjukhus Första trädet (1980). Olofssons egna utvecklade graffiti-teknik passade sällsynt bra för väggdekorationer.
Olofsson var vid sidan av sin bana som målare, grafiker och skulptör även efterfrågad som färgsättare till industrin, främst Husqvarna och Saab där han samarbetade intimt med Sixten Sason och även på senare år med Björn Envall. Olofsson ritade tillsammans med Sune Envall Husqvarnas nya symbol som blev företagets sista före fusionen med Electrolux. Olofsson arbetade även med färgsättningar av interiörer och exteriörer av industribyggnader som till exempel LKAB:s kulsinterverk i Kiruna.
Olofsson är företrädd på Moderna Museet, Nationalmuseum, Malmö konstmuseum, Norrköpings konstmuseum, Kalmar Konstmuseum  och på Sundsvalls museum.
Pierre Olofsson är begravd på Ljusterö kyrkogård.